# Alice Goodman
Pour les articles homonymes, voir Goodman.
Alice Goodman, née en 1958 à St. Paul dans le Minnesota, est une poétesse américaine.

## Biographie
Alice Goodman a été élevée dans une famille juive réformiste. Elle a étudié la littérature anglaise et américaine à Harvard et Cambridge.
Elle est l'auteure des livrets de deux opéras de John Coolidge Adams, Nixon in China (1987) et The Death of Klinghoffer (1991). L'écriture d'un troisième, (Doctor Atomic), n'a pas abouti.
Convertie à l'anglicanisme, elle devient pasteur en Angleterre où elle occupe, depuis 2006, le poste de chapelain du Trinity College de Cambridge.
Elle a épousé le poète anglais Geoffrey Hill en 1987, avec lequel elle a eu une fille.